# لوف منفرج
اللوف المنفرج (باللاتينية: Arum gratum) أحد الأنواع في جنس اللوف الذي يتبع الفصيلة اللوفية من أحاديات الفلقة.

## الموئل والانتشار
يوجد هذا النبات في المناطق الجبلية في بلاد الشام وتركيا.

## مرادفات للاسم العلمي
- (باللاتينية: Arum orientale var. gratum (Schott) Engl.)
- (باللاتينية: Arum melanopus Boiss., nom. provis.)